# Mołodiożnyj
Mołodiożnyj (ros. Молодёжный) – osiedle typu miejskiego w Rosji, w obwodzie moskiewskim. W 2020 roku liczyło 2841 mieszkańców. Jest to miasto zamknięte.